# Right by My Side
Right by My Side é uma canção da rapper trinidiana Nicki Minaj para seu segundo álbum de estúdio Pink Friday: Roman Reloaded lançado em 2012, com a participação do rapper Chris Brown. Em 20 de março do mesmo ano, a rapper liberou a gravação por meio de um link em seu Twitter e logo depois via streaming no seu site. Em 27 de março, "Right By My Side" foi lançada como segundo single oficial do álbum, sendo posta nas rádios no mesmo dia.

## Composição
"Right By My Side" é uma balada R&B, pop, downtempo e hip-hop.

## Desempenho nas paradas musicais
| Parada musical (2012)                            | Melhor posição |
| ------------------------------------------------ | -------------- |
| Estados Unidos - Billboard Hot 100               | 51             |
| Estados Unidos - Billboard Hot R&B/Hip-Hop Songs | 23             |
| França - SNEP                                    | 122            |
| Reino Unido - Official Charts Company            | 70             |